# Marékaffo
Marékaffo is een gemeente (commune) in de regio Kayes in Mali. De gemeente telt 5300 inwoners (2009).
De gemeente bestaat uit de volgende plaatsen:
- Diabougou
- Diakadoromou
- Dogofiry (hoofdplaats)